# Superoxid lithný
Superoxid lithný je chemická sloučenina s vzorcem LiO2. Je to nestabilní sloučenina, kterou lze připravit pouze matricovou izolací při teplotách 15-40 K.

## Struktura
Experimentální studie naznačují, že LiO2 obsahuje silně iontovou vazbu, s velmi malým kovalentním charakterem. Délka vazby O-O byla stanovena na 1,34 Å, délka vazby Li-O byla vypočítána na hodnotu 2,10 Å. Superoxid lithný je, díky přítomnosti nepárového elektronu v protivazebném orbitalu π*, extrémně reaktivní sloučenina.